# Félag

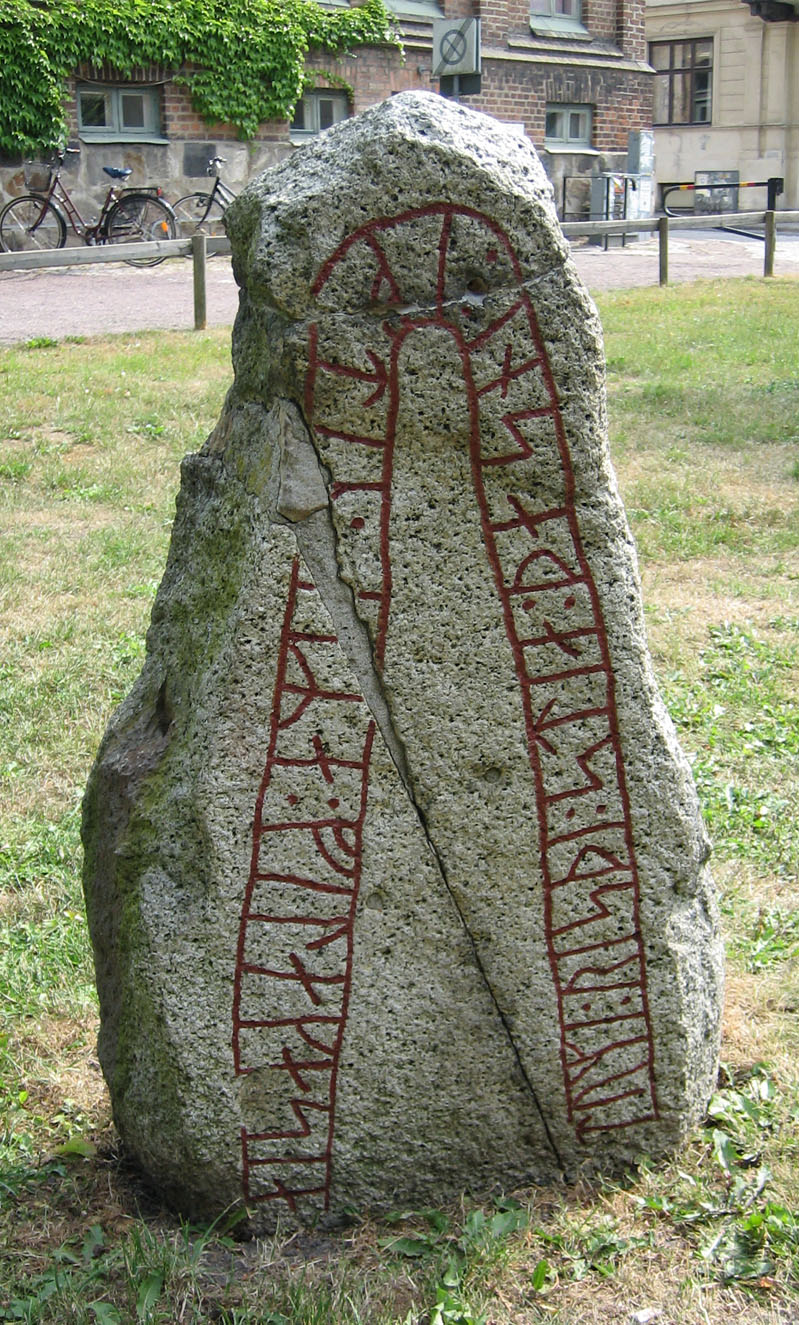
Skivarpstenen i Lund. Inskriptionen blir på svenska: Tomme reste denna sten efter ××ra, sin félag.

Félag eller fälag är en gemensam affärsuppgörelse mellan två parter i det vikingatida samhället. Ordet félag är fornnordiska och betyder kamratskap eller kompanjonskap. 

## Etymologi
Ordet är uppbyggt av ordet fé (fä/boskap, rikedom) och ett ord som betyder ungefär "att fastställa egendom tillsammans". Ordet félagi betyder i grunden "en person som har félag med en annan". Från ordet félagi kommer engelskans fellow, danskans fælle och norskans felle. 

## Runor
Orden félag och félagi förekommer på många runstenar. I dessa sammanhang betyder orden oftast kamrat eller vapenbroder.